# Neon Leon
Neon Leon, vlastním jménem Leon Matthews, je americký zpěvák, kytarista a malíř.
Začínal ve Filadelfii, kde mj. předskakoval kapele New York Dolls. Poté působil v New Yorku, kde často vystupoval v klubech jako Max's Kansas City a CBGB, v té době mu předskakovali začínající The Cramps a Devo. Roku 1977 hrál s kapelou The Stilettos ve filmu Punk Rock režiséra Cartera Stevense. Debutoval v roce 1979 singlem „Rock 'N' Roll Is Alive“, kromě titulní písně obsahujícím ještě písně „Noh Time“ a „Heart of Stone“. Třetí jmenovaná je coververzí od The Rolling Stones a doprovodné vokály v ní zpívá Mick Jagger (Leon se rovněž přátelil s Mickem Taylorem, kytaristou The Rolling Stones). Poté, co se usadil ve Švédsku, vydal singly „Moving in the Right Direction / X-Rated“ (1981) a „Las Palmas (Chasing the Sun) / Heart of Stone“ (1982).
V roce 1983 vyšla jeho první dlouhohrající deska Artificial Stimulation, obsahující deset písní. Později se přestal věnovat rocku a přešel k reggae, od roku 1991 vystupoval pod pseudonymem King Lion a v roce 1995 vydal album It's Good to Be the King. Později se usadil v Německu. V roce 2020 nahrál několik svých starších písní za doprovodu norské kapely Bony Maronie na album Still Sucks. Roku 2023 vydala společnost HoZac jeho sebrané singly na LP desce 1979–84 Singles Collection.
Vystupoval v několika dokumentárních filmech, včetně Who Killed Nancy? (2009), Nightclubbing: The Birth of Punk Rock in NYC (2022), Sid: The Final Curtain (2022) a Ghosts of the Chelsea Hotel (2023). V roce 2016 vydal autobiografickou knihu Fast Track to Hell, na níž v roce 2022 navázal knihou New York City Babylon.

## Diskografie

### Singly
- „Rock 'N' Roll Is Alive / Noh Time / Heart of Stone“ (1979)
- „Moving in the Right Direction / X-Rated“ (1981)
- „Las Palmas (Chasing the Sun) / Heart of Stone“ (1982)
- „Girls, Guns & Money / Lock Up“ (1984)
- „Se ba med Baby'n sin / Mitt ildfaste hjerte står i brann“ (1986)
- „Gypsy Woman“ (1991)
- „Can't Help Falling in Love“ (1991)
- „I Love the Melody“ (1994)
- „All Night Long / Montego Bay“ (1995)
- „This Is My Life“ (1995)

### Alba
- Artificial Stimulation (1983)
- Arise! & Submit! (1989)
- It's Good to Be the King (1995)
- Live in Vilnius (2002)
- King Lion in Copenhagen: Live at McJoy's (2006)
- 1979–84 Singles Collection (2023)